# Corchorus gillettii
Corchorus gillettii är en malvaväxtart som beskrevs av E.A. Bari. Corchorus gillettii ingår i släktet Corchorus och familjen malvaväxter. Inga underarter finns listade i Catalogue of Life.